# Alexander Semjonowitsch Tschirkow

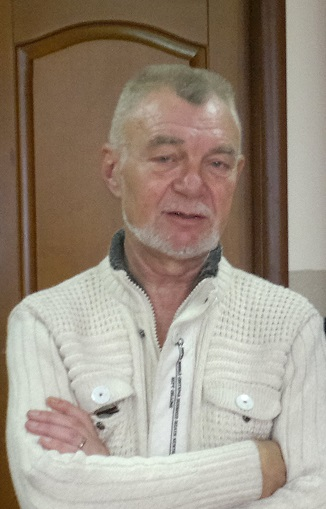
Alexander Tschirkow

Alexánder Semjónovitsch Tschirków (ukrainisch Олександр Семенович Чирко́в; * 1. November 1941 in Kamyschin, Oblast Wolgograd, UdSSR) ist ein ukrainischer Literaturwissenschaftler, Essayist, der Inhaber des Lehrstuhls für Germanistik und Weltliteratur und der Leiter des Wissenschaftlich-Künstlerischen Komplexes „Dramaturgie“ am Institut für Fremdsprachige Philologie an der Staatlichen Iwan-Franko-Universität Schytomyr, Mitglied der Akademie der Wissenschaften der Hochschulen der Ukraine.
Tschirkow hat sich vor allem durch seine  Bertolt-Brecht-Forschung und Studien zur Poetik des epischen Dramas und zum Wesen des Dramas und Theaters überhaupt verdient gemacht. Nach seiner Initiative wurde 2008 das Brecht-Zentrum am Institut für Fremdsprachige Philologie an der Staatlichen Iwan-Franko-Universität Schytomyr gegründet. Bei der entscheidenden Unterstützung des Bertolt-Brecht-Archivs in Berlin und besonders seines Leiters Erdmut Wizisla finden jährlich Brechtsche Lesungen statt – eine internationale literaturwissenschaftliche Konferenz, die von Brecht-Forscher aus Deutschland, Polen, Russland und der Ukraine abgehalten wird. Seit 2011 erscheint die alljährliche philologische Zeitschrift „Brecht-Heft“, die von Tschirkow gegründet und wissenschaftlich betreut wird.